# Kasteelpark van Wespelaar
Het Kasteelpark van Wespelaar is een privaat kasteeldomein in het dorp Wespelaar in de Vlaams-Brabantse gemeente Haacht. Het park werd aangelegd in 1797 en is een vroeg voorbeeld van de Engelse tuin in de Zuidelijke Nederlanden en een van de belangrijkste historische kasteelparken van België.

## Beschrijving
Het park bestaat uit een tuin van zeventien hectare die ontworpen werd door Ghislain Henry rond een kasteelmotte. In het park staat een landhuis uit 1955 dat een ouder kasteel uit 1882 verving. Verder vindt men er een oranjerie, kunstmatige grot, beelden en 'fabriekjes' als een Chinese kiosk, tempel, piramide en obelisk.
De grot bevindt zich aan de zuidwestelijke oever van de kasteelvijver en behoort samen met die van het Kasteel van Attre, het Boekenbergpark en het Domein Drie Fonteinen tot de meest indrukwekkende van België. De piramide van Wespelaar is een uiting van de interesse voor het oude Egypte in de achttiende eeuw, die piekte na de Egyptische veldtocht van Napoleon.

## Geschiedenis

### Voorgeschiedenis
Het domein van Wespelaar gaat terug op de heerlijkheid Overbeke, die voor het eerst vermeld wordt in de eerste helft van de dertiende eeuw. Deze heerlijkheid vormde de belangrijkste van drie heerlijkheden in Wespelaar. Het kasteeldomein bestond oorspronkelijk uit een hoogmiddeleeuwse watermotte met een ronde, dubbele omwalling. Ten zuiden van het kasteel liep de kronkelende weg tussen Mechelen en Leuven.

### Opgang van het kasteeldomein

#### Müller en Walckiers
In de jaren 50 van de achttiende eeuw werd ten zuiden van de oude weg tussen Mechelen en Leuven de Leuvense vaart gegraven. In dezelfde periode werd ten zuidwesten van Wespelaar een buitenverblijf aangelegd door Jean-Baptiste van Herckenrode, de hoofdmeier van Leuven: het huidige domein Herkenrode.
Een eerste verfraaiing van het domein van Wespelaar vond plaats in de jaren 60 van de achttiende eeuw naar een ontwerp van de Oostenrijker Nepomuk Müller. De aanleg van de grote landschapstuin wordt echter pas later uitgevoerd. In 1784 kocht de rijke grootgrondbezitter Jean Joseph Walckiers de heerlijkheid van Wespelaar en Nederassent (een verdwenen gehucht tussen Wespelaar, Tildonk en Buken) van de Antwerpse bankiersfamilie de Proli voor een som van 108 500 Brabantse guldens. Vanaf 1786 verhuurde Walckiers het domein voor twaalf jaar aan Mathieu Verlat die bevriend was met de Leuvense familie Artois, eigenaars van de Leuvense brouwerij 'De Hoorn', later Brouwerij Artois. Vanaf dat jaar verbleef de familie Artois op het kasteel van Wespelaar. In deze periode (voor de verkoop en heraanleg in 1796-1797) wordt de buitenste gracht beschreven als een onregelmatige vijfhoek met een oppervlakte van bijna zes hectare. De binnenste gracht omsluit een eiland waarop het kasteel staat en vormt een groter wateroppervlak ten zuiden van dit eiland. De buitenste gracht vertoont op de Ferrariskaart een ronde uitstulping bij de zuidelijke oever, wat vandaag nog steeds aanwezig is. Deze uitstulping is mogelijks een overblijfsel van het classicistische ontwerp van Müller. De kasteelsite was met de oude weg tussen Mechelen en Leuven verbonden door twee min of meer evenwijdige dreven.

#### Artois, Verlat en Henry
In 1789 laat Walckiers het domein hypothekeren en op 5 augustus 1796 verkoopt Jean Joseph Walckiers, die na de Franse bezetting en annexatie van de Nederlanden in financiële problemen was geraakt, het kasteeldomein van Wespelaar aan de familiale vennootschap Artois voor 30 000 gulden. De heerlijke rechten werden het jaar voordien, op 1 oktober 1795, reeds door de Franse overheid afgeschaft.
De familiale vennootschap Artois was in 1785 opgericht door Mathieu Verlat, een vertrouweling van de familie. Verlat was eveneens de zakelijk adviseur en voogd van de jongste dochter, Joanna-Maria Artois. De aandeelhouders van de vennootschap waren de vijf kinderen van het gezin Artois. Van 1791 tot 1822 wordt het park gevuld met beelden gemaakt door de bekende beeldhouwer Godecharle (1750-1835).
In februari 1797, niet lang na de aankoop van het domein in de zomer van het jaar voordien, werd gestart met de grootschalige heraanleg van de tuin. De aanleg van Engelse tuinen in de Zuidelijke Nederlanden kende zijn start met het domein van de hertog van Arenberg (Heverlee) in 1771. Hierna volgden Brugelette, Baudour en Beloeil in de periode 1773-1775, Vilvoorde (1778), Heks (1778) en Laken (1781). Het Park van Wespelaar, dat aangelegd werd in 1797 is de laatste belangrijke creatie van een Engelse landschapstuin in de achttiende eeuw.
Het ontwerp was van de hand van Ghislain Henry (1754-1820), die later ook het Koninklijk Paleis van Brussel ontwierp voor de Nederlandse koning en eerder al zijn strepen had verdiend met de aanleg van de Engelse tuin in Alden Biezen. Het Engelse landschapspark telde onder meer een piramide met ijskelder, een Chinese kiosk en een 'grot'. Tussen het kasteeleiland en de grot werd een lange boogbrug en een rotspartij aangelegd.
Het park werd al snel vermaard in binnen- en buitenland. Keizerin Joséphine de Beauharnais bezoekt het domein en het park wordt opgenomen in tal van reisgidsen. Zo ontwikkelde het park zich tot een soort educatief pretpark. In 1814 trouwt Joanna-Maria met Jean-Baptiste Plasschaert, die hetzelfde jaar zijn ambt als burgemeester van Leuven neerlegt. In hetzelfde jaar sterft Leonardus, de oudste broer van Joanna-Maria, en krijgt zij de leiding over het familiebedrijf.
In 1817 verfraait haar man het park met een elysium: de Engelse tuin werd uitgebreid naar het zuidwesten, waarbij een ringgracht werd gegraven zodat een nieuw eiland ontstond: het Elysium of de Elizeese Velden. Vanuit het noordoosten kon men de gracht oversteken via een bootje in de vorm van een zwaan, geïnspireerd door mythologische veerman Charoon. Op het eiland waren 37 beelden, ook geleverd door Godecharle, terug te vinden van figuren uit de literaire, filosofische en wetenschappelijke wereld: Homerus, Plato, Frederik II de Grote, Rousseau, George Washington, Willem I en (natuurlijk) Napoleon. In het midden stond het topstuk van de collectie: een ouroboros en een 10,5 meter hoge obelisk. Plasschaert haalde zijn inspiratie waarschijnlijk bij de tuin die graaf Coloma in Mechelen liet aanleggen. Op de obelisk na werden alle beelden verwijderd in 1897. Een deel van de beelden ging naar de Koninklijke Musea voor Schone Kunsten in Brussel.

### Latere evolutie
In 1840 eeuw ging het eigenaarschap van het kasteeldomein over van Joanna-Maria Artois naar Albert Marnef, de neef van haar raadsman Matthieu Verlat. Deze liet het kasteel rond 1845 verbouwen. Na de dood van Albert Marnef erfde Amélie Willems (weduwe van Albert) het domein en later kwam het in handen van Edmond Willems (neef van Amélie). Edmond Willems was burgemeester van Wespelaar en senator voor de katholieke partij. Hij liet in 1882 het kasteel van zijn nonkel afbreken en liet een nieuw optrekken naar ontwerp van de architect Hendrik Beyaert. Dit kasteel vormde een uitmuntend voorbeeld van de eclectische stijl. De smaak naar parkaanleg was echter ook geëvolueerd, met minder aandacht voor het educatieve en voor de zogeheten 'fabriekjes' en meer hang naar het natuurlijke. De lange boogbrug en de rotspartij bij de grot werden afgebroken om een vergezicht te creëren naar het zuiden toe. Naar het einde van de negentiende eeuw was ook gedaan met het toeristische aspect van het park. Het werd zeer moeilijk om het park 'als toerist' te bezoeken.
De oudste dochter en erfgename van Edmond Willems, Elisabeth Willems, trouwde in 1873 met burggraaf Adolphe de Spoelberch. Hun zoon, Guillaume de Spoelberch erfde het domein in 1922. Hij werkte het park af langs de zijde van het dorp en bouwde er een poortgebouw. Twee jaar later kocht hij het aanpalende Domein Herkenrode. Van 1933 tot 1954 was hij, net als zijn grootvader, burgemeester van Wespelaar. Tussen 1947 en 1954 werden beide domeinen verhuurd aan de KSA, het droeg dan de naam Hertogenburg. In 1954 keerde de familie Spoelberch terug naar het park van Wespelaar en werd het eclectische kasteel uit 1882 afgebroken en vervangen door een sober landhuis. Vanaf de jaren 80 van de twintigste eeuw kwam er ten oosten van het kasteelpark van Wespelaar en het domein Herkenrode door eigenaar Philippe de Spoelberch een uitbreiding met het "Arboretum Wespelaar".